# Cleora insularum
Cleora insularum är en fjärilsart som beskrevs av Fletcher 1967. Cleora insularum ingår i släktet Cleora och familjen mätare. Inga underarter finns listade i Catalogue of Life.